# Adelaide Chiozzo
Adelaide Chiozzo (São Paulo, 8 de mayo de 1931-Tijuca, Río de Janeiro; 4 de marzo de 2020) fue una actriz y acordeonista brasileña. Estrella de la Atlántic Cinematográfica, actuó en veintitrés películas, incluyendo musicales junto a Oscarito y Grande Otelo. También fue una destacada cantante de Rádio Nacional, donde actuó durante veintisiete años, participando, entre otros programas, en "Alma do Sertão" y "Gente que brilha". Grabó más de veinte discos, siendo destacados éxitos canciones como "Beijinho Doce", "Sabiá na Gaiola", "Pedalando" y "Recruta Biruta".
Falleció a los ochenta y ocho años el 4 de marzo de 2020 en el hospital de Tijuca al norte de Río de Janeiro donde fue ingresada tras sufrir una caída en su domicilio. La familia informó que la actriz había fallecido a causa de una sepsis que le afectó a los pulmones y al tracto urinario, contraída tras la intervención quirúrgica a la que fue sometida por la caída.

## Obras

### Televisión
| 1979 | Feijão Maravilha  | Leonor                           |
| 1986 | Cambalacho        | Mujer del Príncipe em lua-de-mel |
| 1992 | Deus nos Acuda    | Jucelina                         |
| 2010 | Uma Rosa com Amor | Genoveva (Genô)                  |

### Cine[5]
| 1947 | Esse Mundo É um Pandeiro     |           |
| 1948 | É Com Esse Que Eu Vou        |           |
| 1949 | Carnaval no Fogo             |           |
| 1950 | Aviso aos navegantes         | Adelaide  |
| 1951 | Aí Vem o Barão               | Iolanda   |
| 1952 | Barnabé, Tu És Meu           | Antonieta |
| 1952 | É Fogo na Roupa              | Diana     |
| 1954 | O petróleo é nosso           | Marisa    |
| 1954 | Malandros em Quarta Dimensão |           |
| 1956 | Sai de Baixo                 |           |
| 1956 | Genival É de Morte           |           |
| 1956 | Guerra ao Samba              |           |
| 1957 | Garotas e Samba              | Didi      |
| 1975 | Assim Era a Atlântida        |           |